# San Antonio and Aransas Pass Railway
Le San Antonio and Aransas Pass Railway (sigle SA&AP) était un chemin de fer américain de classe I, qui commença à circuler au Texas en 1886. Il reliait principalement San Antonio, Houston, Waco, Falfurrias et Aransas Bay. Il finit par être contrôlé par le Southern Pacific Railroad en 1925.

## Histoire

### Uriah Lott
Uriah Lott était un entrepreneur spécialisé dans les transports qui entraîna ses amis Richard King et Mifflin Kenedy dans le développement de 3 réseaux ferroviaires au Texa. Le Corpus Christi, San Diego and Rio Grande Narrow Gauge Railroad reliait Corpus Christi à Laredo. Le St. Louis, Brownsville and Mexico Railway reliait Brownsville à Houston, avec un embranchement qui remontait la vallée du Rio Grande jusqu'à Samfordyce. Le San Antonio and Aransas Pass Railway reliant San Antonio à la baie d'Aransas, avec des embranchements notamment vers Houston et Waco. La ville de Lott, au Texas, fut baptisée en son honneur.

### Construction du réseau

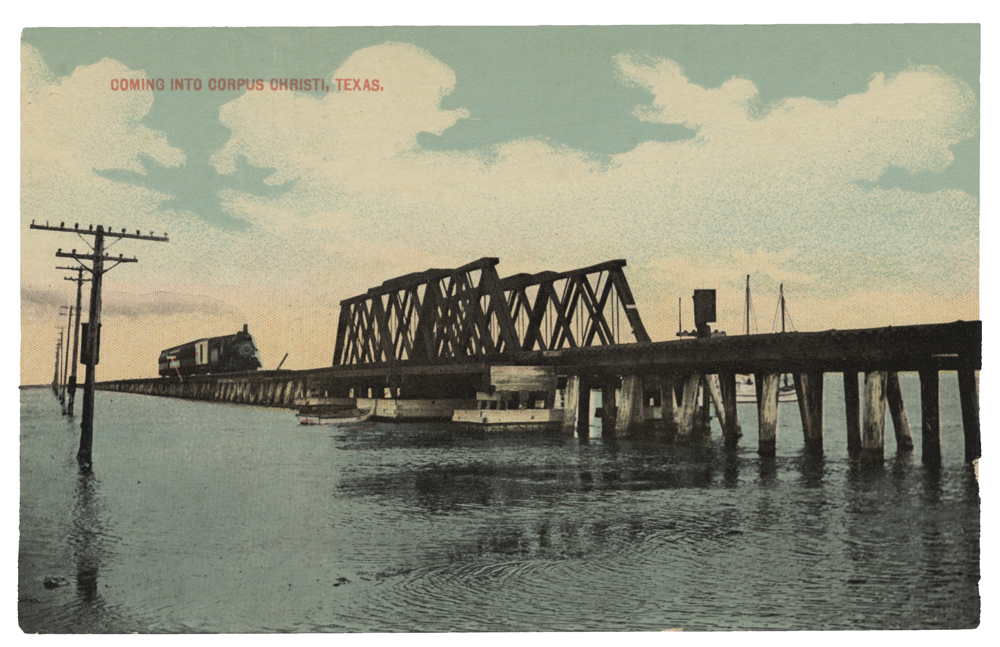
Un train en approche de Corpus Christi vers 1910.

Le San Antonio and Aransas Pass Railway fut créé le 7 août 1884, pour construire une ligne directe entre San Antonio et le Mexique. Le siège social se trouvait à San Antonio, et plus tard le centre opérationnel fut implanté à Yoakum. Augutus Belknap devint le président du conseil d'administration, et George Polk s'occupa de l'arpentage. À la suite de son manque de réactivité, le président fut remplacé par Lott. Mifflin Kenedy fut appelé pour construire la ligne. Les travaux débutèrent en 1885, et l'année suivante, les 243 km de voie reliant San Antonio à Corpus Christi furent mis en service, délaissant temporairement la liaison avec la voie navigable d'Aransas Pass.
Le SA&AP fut placé en redressement judiciaire en 1890. Au cours de sa réorganisation, le Southern Pacific Railroad racheta la majorité de ses actions, et son redressement fut levé en 1892. Mais la section 5 de l'Article X de la Constitution du Texas de 1876 interdisait à une même compagnie de contrôler des lignes ferroviaires parallèles afin de préserver la concurrence. Ainsi en 1903, la Texas Railroad Commission engagea des poursuites judiciaires à l'encontre du Southern Pacific; ce dernier perdit le procès et fut contraint de se départir de la propriété du San Antonio and Aransas Pass Railway. En 1924, un changement de loi autorisa le Southern Pacific à reprendre le contrôle du SA&AP,. Le 8 avril 1925, le Southern Pacific loua le SA&AP via sa filiale Galveston, Harrisburg and San Antonio Railroad, avant de les fusionner totalement. Ce fut sous le commandement du GH&SA que le SA&AP prolongea son embranchement de Falfurrias à Brownsville (ville frontalière avec le Mexique).
Deux tronçons du SA&AP allaient devenir importants pour le réseau du Southern Pacific : la ligne de Giddings à Flatonia fut intégrée au raccourci Dallas-San Antonio (Dalsa Cutoff) et la ligne Beeville-Skidmore (désormais abandonnée) fut la première ligne du Texas à être contrôlée par le Centralized Traffic Control (CTC).